# Zalesie (Lubin)
Zalesie – osiedle w Lubinie, położone w południowo-wschodniej części miasta. Przylega do osiedla Przylesie, dwa osiedla dzieli ul. Piłsudzkiego. Zalesie składa się zarówno z wielorodzinnych bloków mieszkalnych, domów szeregowych oraz jednorodzinnych. Pierwsze zabudowania zaczęto budować na początku XXI wieku, część najbardziej wysunięta na południe do dziś nie jest skończona. 

## Ulice
Nazwy ulic na Zalesiu w większości pochodzą od nazw dawnych terenów należących do Polski. Są to:
- Kresowa
- Nowogródzka
- Stanisławowska
- Wileńska
- Zwierzyckiego
- Lwowska
- Poleska
- Grodzieńska
- Wołyńska
- Tarnopolska
- Krzemieniecka
- Żytomierska
- Brzeska

## Handel
Na Zalesiu znajduje się wiele sklepów spożywczych dostęp do najpotrzebniejszych rzeczy codziennego użytku. Ponadto na osiedlu znajduje się hipermarket Kaufland, czyli największy sklep w Lubinie do którego regularnie uczęszczają ludzie z całego miasta. Oto sklepy Zalesia:
- Kaufland - ul. Zwierzyckiego 2[2]
- Żabka - ul. Zwierzyckiego 31[3]
- Dino - ul. Krzemieniecka 31[4]
- Społem "Polka" - ul. Brzeska 2[5]

## Rekreacja
Z racji bliskości do osiedla Przylesie, na terenie Zalesia nie znajduje się zbyt wiele terenów zielonych czy parków. Za nowszą częścią osiedla znajduje się las, umożliwiający spacery oraz bieganie na łonie natury. Między blokami znajduje się kilka placów zabaw dla najmłodszych.

## Komunikacja
Komunikacje z resztą Lubina oraz okolicznymi wsiami zapewniają darmowe autobusy komunikacji miejskiej w Lubinie. Przystanki na terenie osiedla to: Piłsudskiego - Kaufland 01, Sportowa 01, Piłsudskiego - Las 01. Oto połączenia z osiedla:
- 1: Sportowa - Ustronie / Obora / Szklary Górne / Szyb Zachodni
- 3A / 3B: Cmentarz Zacisze / Ustronie - Przylesie - Ustronie / Cmentarz Zacisze
- 4: Kłopotów / Osiek / Piłsudskiego - Kaufland / Przylesie - Ustronie / Cmentarz Zacisze (w wybranych godzinach)
- 6: Miroszowice / Sportowa - ZG Lubin
- 7: Sportowa - Ustronie / Obora